# Religiöse Stimmen der Völker
Religiöse Stimmen der Völker ist eine von Walter Otto herausgegebene Buchreihe, die von 1912 bis 1925 in Jena bei Eugen Diederichs erschien.
Darin sind vor allem Texte zur Religion des alten Indien (Vedismus, Brahmanismus, Hinduismus, Buddhismus) und des Islam in deutschen Übersetzungen vereint.

## Übersicht
- Bhagavadgita : des Erhabenen Sang / Leopold von Schroeder. 1912
- Šivaitische Heiligenlegenden (Periyapurāna und Tiruvātavūrar-Purāna) / Hilko Wiardo Schomerus. 1925
- Von Mohammed bis Ghazâlî : Quellentexte / Joseph Hell.
- Das Elixier der Glückseligkeit / Abū-Ḥāmid Muḥammad Ibn-Muḥammad al-Ġazzālī. 1923
- Die Hymnen des Mānikka-Vāśaga : (Tiruvāśaga) / Hilko Wiardo Schomerus. 1923
- Dhamma-Worte : Dhammapada des Südbuddhistischen Kanons ; mit einer Skizze der Buddhalehre des Werkes als Einleitung / Otto Franke. 1923
- Buddhas Wandel : (Açvaghoshas Buddhacarita) / Carl Cappeller. 1922
- Aus Brahmanas und Upanisaden : Gedanken altindischer Philosophen / Alfred Hillebrandt. 1921
- Die Religion der Babylonier und Assyrer / Arthur Ungnad. 1921
- Siddhānta des Rāmānuja. 1917
- Vischnu-Nārāyana. 1917